# Gebangsari (Genuk)
Gebangsari is een bestuurslaag in het regentschap Semarang van de provincie Midden-Java, Indonesië. Gebangsari telt 6689 inwoners (volkstelling 2010).